# 有賀祥隆
有賀 祥隆（ありが よしたか、1940年11月6日-　）は、日本の仏教美術史学者、東北大学名誉教授。

## 略歴
岐阜県土岐市生まれ。1963年東北大学文学部東洋芸術史科卒業、助手（～1965年）。1967年7月文化財保護委員会事務局美術工芸課文部技官、1979年奈良国立博物館学芸課普及室長、82年同仏教美術資料研究センター資料管理研究室長、1987年文化庁文化財保護部美術工芸課文化財調査官、89年同主任文化財調査官、1990年東北大学文学部教授、2004年定年退官、名誉教授。東京芸術大学客員教授。1999-2001年美術史学会代表委員。

## 著書
- 『仏画の鑑賞基礎知識』至文堂 1991
- 『日本絵画史論攷―紺丹緑紫抄』 中央公論美術出版 2017

### 編纂
- 『日本の仏像大百科 第3巻 明王・曼荼羅』責任編集　ぎょうせい 1990
- 『人間の美術 6 末世の絵模様 鎌倉時代』清水真澄共著 学習研究社 1990
- 『醍醐寺大観』全3巻 西川新次,山根有三監修 鈴木嘉吉、辻惟雄、水野敬三郎共編集委員 岩波書店 2001

## 論文
- ＜有賀祥隆